# Menasha
Menasha è una città, situata nella Contea di Winnebago  in Wisconsin, e in parte nella Contea di Calumet.